# San Vicente (kanton)
San Vicente – kanton w prowincji Manabí, w Ekwadorze. Stolicą kantonu jest San Vicente.